# Actinopus harti
Actinopus harti är en spindelart som beskrevs av Pocock 1895. Actinopus harti ingår i släktet Actinopus och familjen Actinopodidae. Inga underarter finns listade i Catalogue of Life.